# Aluvifushi
Aluvifushi is een van de onbewoonde eilanden in het midden van de Malediven, die van noord naar zuid lopen. Het hoort bij de Dhaalu-atol.